# Alfred Neubauer
Alfred Neubauer (ur. 29 marca 1891 roku w Neutitschein, zm. 20 sierpnia 1980 roku w Stuttgarcie) – niemiecki kierowca wyścigowy. Menadżer zespołu wyścigowego Mercedesa w latach 1926-1955.

## Życiorys
Pierwszy kontakt z samochodami Neubauer miał w czasie I wojny światowej, kiedy służył w armii austriackiej, w której pełnił również rolę mechanika. Po wojnie dołączył do austriackiej firmy Austro-Daimler, gdzie został mianowany naczelnym testerem. W 1922 roku Niemiec rozpoczął również karierę wyścigową.
W 1923 roku Neubauer wraz z Ferdinandem Porsche przeniósł się do fabryki Daimlera w Stuttgarcie. Trzy lata później, uznając, że sam nigdy nie osiągnie sukcesów w wyścigach, Niemiec postanowił zrezygnować z wyścigów, lecz zapragnął wprowadzić zmiany w ich organizacji i formacie. Z tego względu wymyślił stanowisko kierownika zespołu.
Ponieważ wyścigi samochodowe były w tych latach mało czytelne dla kierowców, do tego stopnia, że kierowcy nie wiedzieli, które pozycje zajmują w wyścigu i często dopiero po jego zakończeniu dowiadywali się o zwycięstwie, Alfred Neubauer opracował system flag i tablic przekazujących kierowcom informacje.
Na początku lat 30. zespół Mercedesa odnosił pierwsze sukcesy. Bardzo przydatne okazały się duże zyski czasowe uzyskiwane podczas postojów w boksach. Sławę przyniosły Neubauerowi sukcesy odnoszone przez tzw. „Srebrne Strzały”. Nazwa ta wywodzi się od srebrnej, metalicznej barwy bolidów. Według opowieści Neubauera w ówczesnych latach przepisy ograniczały wagę samochodów do 750 kg. Tymczasem w przeddzień pierwszego wyścigu samochody Mercedesa ważyły 751 kg. Neubauer wraz z Manfredem von Brauchitschem zdecydowali się na usunięcie białej farby z samochodów. Niezależnie od tego, czy historia ta jest prawdziwa, czy nie, faktem jest to, że do II wojny światowej niemiecka ekipa wygrała większość wyścigów Grand Prix.
Po II wojnie światowej Neubauer zdecydował się na budowę nowego samochodu wyścigowego dopiero w 1954 roku. Mimo niewielkiego czasu, ekipa zadebiutowała z samochodem Mercedes-Benz 300 SL już w sezonie 1954. Mercedes odniósł zwycięstwo w 24-godzinnym wyścigu Le Mans, a Juan Manuel Fangio zdobył tytuł mistrza świata Formuły 1.
11 czerwca 1955 roku na 33 okrążeniu 24-godzinnego wyścigu Le Mans samochód Pierre’a Levegha wpadł w trybuny, powodując śmierć 83 osób. Po tym wypadku kierownictwo Mercedesa zdecydowało się na wycofanie się z motorsportu, a Neubauer przeszedł na emeryturę.